# Weltausstellung 1873 Wien
Weltausstellung 1873 Wien var en stor verdensudstilling afholdt i Østrig-Ungarns hovedstad, Wien. Udstillingen blev åbnet den 1. maj 1873 af Franz Josef I og sluttede den 2. november samme år. Dens motto var Kultur und Erziehung (Kultur og uddannelse)

## Historie
Verdensudstillingen i Wien var ikke blot en mulighed for at fremvise østrig-ungarsk industri og kultur, men var også en lejlighed til at fejre Franz Joseph 1.'s 25. år som kejser.  Hovedområdet lå i Prater, en park nær Donau-floden, og forberedelserne kostede 23,4 millioner pund. I udstillingsperioden fra 1. maj til 2. november og havde den omkring 7.225.000 besøgende.

## Udstillingen
Udstillingen var den femte verdensudstilling, og den første i den tysktalende verden. Temaet omkring udstillingen var kultur og uddannelse, og målet var at bevidstgøre befolkningen i om kultur. 
Genremaleren Antonio Rotta modtog den internationale pris for maleri.
Der var næsten 26.000 udstillere i de  forskellige bygninger, der blev opført til udstillingen, herunder Rotunda' (Rotunde), en stor cirkulær bygning i den store park Prater, designet af den skotske ingeniør John Scott Russell. (Messe-Rotunda blev ødelagt ved en brand den 17. september 1937).

## Galleri
- Hovedindgangen til Verdensudstillingen, med Rotunda bag ved
- Flådesektionen i den  Russiske pavillon
- Illés Relief (en), model af Jerusalem i skala  1:500
- Svenske folkedragter vist på udstillingen